# 爱我的人收
《爱我的人收》是由马来西亚歌手赖淞凤的首张迷你专辑（EP），于2013年9月28日正式发行。这张EP《爱我的人 收》以文康为企划统筹以及包办三首歌曲的词，陈彦辉，伍家辉填曲和制作，Nicole也首度和文康合作填词。

## 曲目
1. 爱我的人收（To My Lover）
2. 我不像他
3. 你没有比我爱你

## 音樂錄影帶
| 歌名                                  | 執導   | 首播日期       | 首播頻道 | 附註 |
| ------------------------------------- | ------ | -------------- | -------- | ---- |
| 爱我的人收 （页面存档备份，存于）     | 沈建傧 | 2013年7月29日  | YouTube  |      |
| 我不像他 （页面存档备份，存于）       | 沈建傧 | 2013年9月28日  | YouTube  |      |
| 你没有比我爱你 （页面存档备份，存于） | 沈建傧 | 2013年11月17日 | YouTube  |      |